# Kerk van Jørlunde
De kerk van Jørlunde (Deens: Jørlunde Kirke) is een middeleeuwse kerk uit het late Vikingtijdperk in Jørlunde in Denemarken. De kerk is opgericht door Skjalm Hvide rond 1085.
De kerk is rijkelijk versierd met fresco's die uit het midden van de 12e eeuw stammen.

## Orgel
Het pijporgel is in 2009 gebouwd door Frobenius. Het heeft 19 stemmen en 1360 pijpen, waaronder de grootste orgelpijpen in een Deense dorpskerk. De architecten zijn Inger en Johannes Exner. De specificaties en het ontwerp zijn het werk van componist Frederik Magle. Het album Like a Flame is uitgevoerd op dit orgel.